# NGC 1276
NGC 1276 ist ein Doppelstern im Sternbild Perseus am Nordsternhimmel.
Das Objekt wurde am 12. Dezember 1876 vom dänischen Astronomen John Dreyer entdeckt und fälschlicherweise in den NGC-Katalog aufgenommen.